# Seznam vrcholů ve Vlašimské pahorkatině

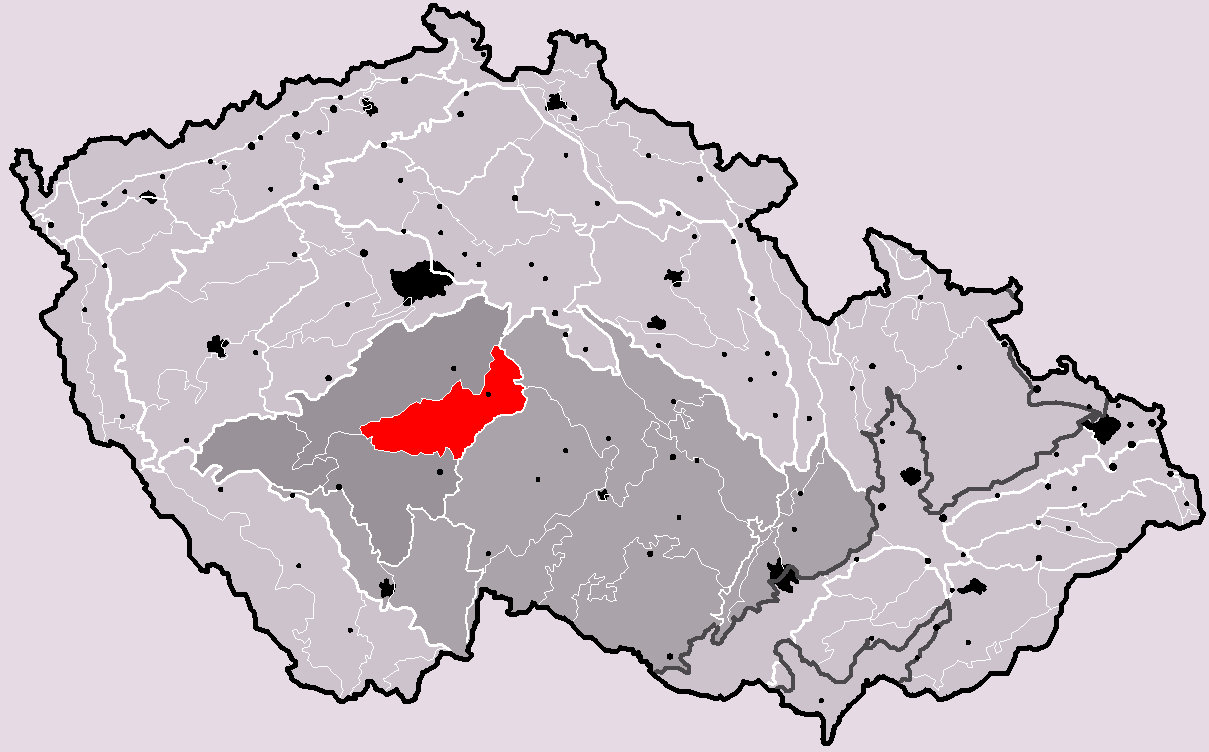
Vlašimská pahorkatina na mapě České republiky

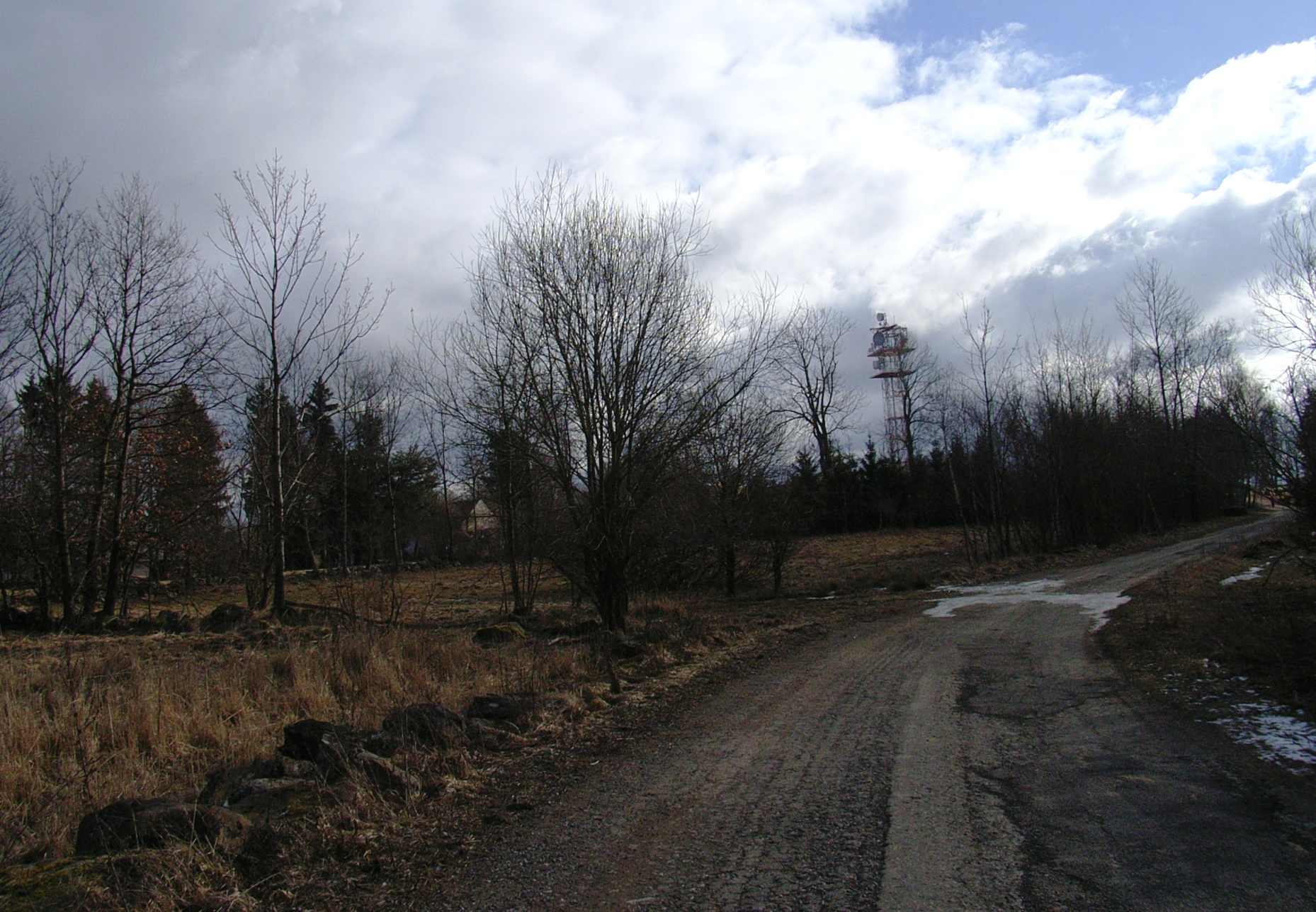
Javorová skála (723 m)

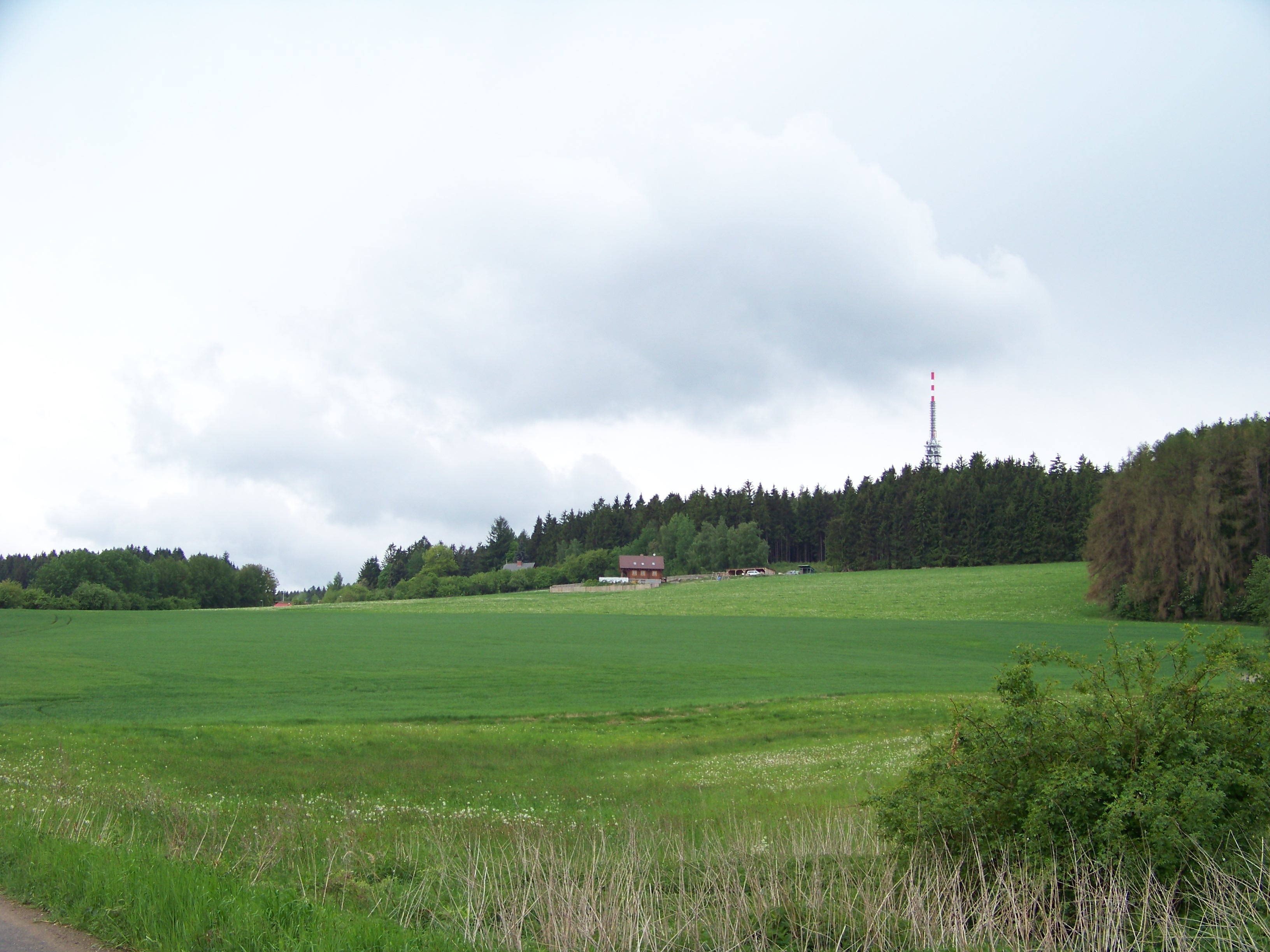
Mezivrata (713 m)

Seznam vrcholů ve Vlašimské pahorkatině obsahuje pojmenované vlašimské vrcholy s nadmořskou výškou nad 650 m a dále všechny vrcholy s prominencí (relativní výškou) nad 100 m. Seznam je založen na údajích dostupných na stránkách Mapy.cz. Jako hranice pohoří byla uvažována hranice stejnojmenného geomorfologického celku.

## Seznam vrcholů podle výšky
Seznam vrcholů podle výšky obsahuje všechny pojmenované vrcholy s nadmořskou výškou nad 650 m a prominencí alespoň 5 m. Celkem jich je 22, z toho 3 s výškou nad 700 m. Nejvyšší horou je Javorová skála s nadmořskou výškou 723 m, která se nachází v geomorfologickém okrsku Jistebnická vrchovina.
| #   | Vrchol         | Výška m n. m. | Souřadnice                       | Okrsek                | Přístup                                              |
| --- | -------------- | ------------- | -------------------------------- | --------------------- | ---------------------------------------------------- |
| 1.  | Javorová skála | 723           | 49°32′35″ s. š., 14°30′08″ v. d. | Jistebnická vrchovina | neznačeno                                            |
| 2.  | Mezivrata      | 713           | 49°36′08″ s. š., 14°40′17″ v. d. | Miličínská vrchovina  | neznačeno                                            |
| 3.  | Kozlov         | 709           | 49°32′12″ s. š., 14°25′09″ v. d. | Jistebnická vrchovina | neznačeno                                            |
| 4.  | Žďár           | 699           | 49°31′46″ s. š., 14°29′32″ v. d. | Jistebnická vrchovina | neznačeno                                            |
| 5.  | Kalvárie       | 698           | 49°34′37″ s. š., 14°39′26″ v. d. | Miličínská vrchovina  | červená turistická značka · zelená turistická značka |
| 6.  | Skalky         | 692           | 49°32′37″ s. š., 14°28′10″ v. d. | Jistebnická vrchovina | neznačeno                                            |
| 7.  | Džbány         | 688           | 49°39′31″ s. š., 14°41′47″ v. d. | Miličínská vrchovina  | neznačeno                                            |
| 8.  | Babí hora      | 687           | 49°35′34″ s. š., 14°40′04″ v. d. | Miličínská vrchovina  | neznačeno                                            |
| 9.  | Bouňov         | 686           | 49°37′21″ s. š., 14°40′28″ v. d. | Miličínská vrchovina  | neznačeno                                            |
| 10. | Ve Vrchu       | 684           | 49°36′23″ s. š., 14°39′06″ v. d. | Miličínská vrchovina  | neznačeno                                            |
| 11. | Dehetník       | 680           | 49°29′41″ s. š., 14°35′15″ v. d. | Jistebnická vrchovina | neznačeno                                            |
| 12. | Na Kozině      | 678           | 49°37′31″ s. š., 14°41′11″ v. d. | Miličínská vrchovina  | neznačeno                                            |
| 13. | Holý vrch      | 677           | 49°31′43″ s. š., 14°33′25″ v. d. | Jistebnická vrchovina | neznačeno                                            |
| 14. | Větrov         | 676           | 49°37′35″ s. š., 14°39′40″ v. d. | Miličínská vrchovina  | červená turistická značka · naučná turistická značka |
| 15. | Králov         | 672           | 49°32′31″ s. š., 14°23′46″ v. d. | Jistebnická vrchovina | neznačeno                                            |
| 16. | Čeřenská hora  | 665           | 49°38′43″ s. š., 14°39′47″ v. d. | Miličínská vrchovina  | neznačeno                                            |
| 17. | Na Vrších      | 663           | 49°30′46″ s. š., 14°26′21″ v. d. | Jistebnická vrchovina | neznačeno                                            |
| 18. | V Pahrbcích    | 660           | 49°30′12″ s. š., 14°33′27″ v. d. | Jistebnická vrchovina | neznačeno                                            |
| 19. | Bukovec        | 658           | 49°29′13″ s. š., 14°35′48″ v. d. | Jistebnická vrchovina | neznačeno                                            |
| 20. | Šibeník        | 657           | 49°33′43″ s. š., 14°39′59″ v. d. | Miličínská vrchovina  | neznačeno                                            |
| 21. | Šišovka        | 654           | 49°39′12″ s. š., 14°40′15″ v. d. | Miličínská vrchovina  | neznačeno                                            |
| 22. | Spálenka       | 653           | 49°32′12″ s. š., 14°22′56″ v. d. | Jistebnická vrchovina | neznačeno                                            |

## Seznam vrcholů podle prominence

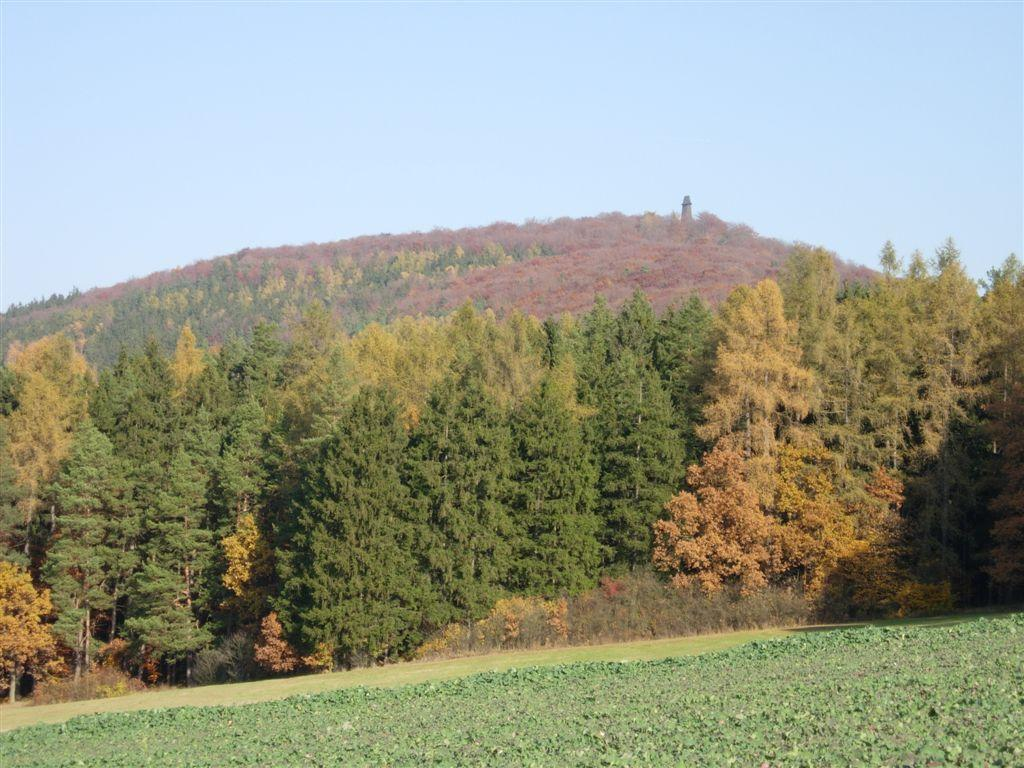
Blaník (638 m)

Seznam vrcholů podle prominence obsahuje všechny vlašimské vrcholy s prominencí (relativní výškou) nad 100 m bez ohledu na nadmořskou výšku. Celkem jich je 5. Nejprominentnějším vrcholem je nejvyšší Javorová skála (180 m) v geomorfologickém okrsku Jistebnická vrchovina.
| #  | Vrchol          | Výška m n. m. | Promi- nence | Izolace (km)          | Souřadnice                       | Přístup                                              |
| -- | --------------- | ------------- | ------------ | --------------------- | -------------------------------- | ---------------------------------------------------- |
| 1. | Javorová skála  | 723           | 180          | 23,3 → Batkovy        | 49°32′35″ s. š., 14°30′08″ v. d. | neznačeno                                            |
| 2. | Blaník          | 638           | 155          | 06,7 → Řísnický vrch  | 49°38′31″ s. š., 14°52′23″ v. d. | červená turistická značka · naučná turistická značka |
| 3. | Džbány          | 688           | 119          | 06,3 → Mezivrata      | 49°39′31″ s. š., 14°41′47″ v. d. | neznačeno                                            |
| 4. | Mezivrata       | 713           | 115          | 13,4 → Javorová skála | 49°36′08″ s. š., 14°40′17″ v. d. | neznačeno                                            |
| 5. | Javornická hůra | 583           | 102          | 05,9 → Na Skalkách    | 49°40′51″ s. š., 15°00′52″ v. d. | neznačeno                                            |